# Selección femenina de fútbol sub-17 de Marruecos
La selección femenina de fútbol sub-17 de Marruecos es el equipo representativo de dicho país en las competiciones oficiales. Su organización está a cargo de la Real Federación de Fútbol de Marruecos, miembro de la CAF y la FIFA.

## Historia

### Comienzos complicados
La selección nacional hizo su debut oficial en marzo de 2016 durante una doble jornada contra Ghana en la clasificación para el Mundial Femenino Sub-17 de África. Liderados por Fatima Tagnaout y Sanaâ Mssoudy, que más tarde se convertirían en figuras destacadas de la selección nacional femenina de fútbol de Marruecos, Marruecos enfrentó derrotas en ambos partidos. El partido de ida terminó con una derrota por 4-0 en Rabat, mientras que el partido de vuelta resultó en una derrota por 6-0 en Accra. El equipo tampoco pudo clasificarse para la siguiente edición de la Copa Mundial Femenina Sub-17 de la FIFA 2018 tras ser eliminado por Sudáfrica. Marruecos sufrió una derrota por 5-1 en el partido de ida en Salé, seguida de una derrota por 1-0 en Pretoria. En su búsqueda de la clasificación para el Mundial de 2020, la selección nacional participó en las eliminatorias africanas. Después de conseguir una convincente victoria por 7-0 en el partido de ida contra Yibuti en Yibuti y otra victoria por 7-0 en el partido de vuelta en Salé, Marruecos avanzó. También triunfaron con una victoria por 1-0 en el partido de ida contra Botsuana en Gaborone, pero el partido de vuelta fue cancelado debido a la pandemia de COVID-19. Lamentablemente, la competición finalmente se canceló y las eliminatorias no pudieron completarse según lo previsto. En consecuencia, el torneo clasificatorio se pospuso hasta 2022.

### Clasificación al Mundial 2022 en India
El 4 de junio de 2022, la selección marroquí, dirigida por Patrick Córdoba, logró un hito histórico al clasificarse por primera vez en su historia para la Copa Mundial Femenina Sub-17 de la FIFA 2022. El torneo se celebró en India del 11 al 30 de octubre de 2022. Durante la fase de clasificación, Marruecos demostró su fuerza eliminando a Benin, Níger y Ghana para asegurarse su lugar en la fase final. En preparación para el Mundial, Marruecos disputó un doble enfrentamiento amistoso contra Portugal en septiembre de 2022. Sin embargo, los marroquíes sufrieron una dura derrota en el primer partido celebrado en Santarém el 20 de septiembre de 2022, con un marcador de 8-0. En el segundo partido, disputado en Rio Maior el 22 de septiembre de 2022, Portugal consiguió una victoria por 2-0. Doha El Madani fue el único jugador marroquí que marcó durante estos partidos. Antes del Mundial, Marruecos se enfrentó a Chile en su último partido en Goa, resultando en una derrota por 3-1, con Iman El Hannachi anotando el único gol de Marruecos.

### Copa Mundial Femenina 2022
En su primera participación, las marroquíes quedaron en el grupo "A", con Estados Unidos, Brasil y el anfitrión del torneo India.
En su debut el 11 de octubre caerían 1-0 frente a Brasil, en su segundo partido derrotaron al local por 3-0, donde Doha El-Madani, Yasmine Zouhir y Djennah Cherif, marcaron los goles.
Desafortunadamente finalizaría su participación con una derrota antes Estados Unidos por 4-0.

## Estadísticas

### Copa Mundial de Fútbol Femenino Sub-17
| Año   | Ronda                            | Posición                         | PJ                               | PG                               | PE                               | PP                               | GF                               | GC                               | Dif.                             | Goleador                         |
| ----- | -------------------------------- | -------------------------------- | -------------------------------- | -------------------------------- | -------------------------------- | -------------------------------- | -------------------------------- | -------------------------------- | -------------------------------- | -------------------------------- |
| 2008  | No existía la selección          | No existía la selección          | No existía la selección          | No existía la selección          | No existía la selección          | No existía la selección          | No existía la selección          | No existía la selección          | No existía la selección          | No existía la selección          |
| 2010  | No existía la selección          | No existía la selección          | No existía la selección          | No existía la selección          | No existía la selección          | No existía la selección          | No existía la selección          | No existía la selección          | No existía la selección          | No existía la selección          |
| 2012  | No existía la selección          | No existía la selección          | No existía la selección          | No existía la selección          | No existía la selección          | No existía la selección          | No existía la selección          | No existía la selección          | No existía la selección          | No existía la selección          |
| 2014  | Se retiró                        | Se retiró                        | Se retiró                        | Se retiró                        | Se retiró                        | Se retiró                        | Se retiró                        | Se retiró                        | Se retiró                        | Se retiró                        |
| 2016  | No clasificó                     | No clasificó                     | No clasificó                     | No clasificó                     | No clasificó                     | No clasificó                     | No clasificó                     | No clasificó                     | No clasificó                     | No clasificó                     |
| 2018  | No clasificó                     | No clasificó                     | No clasificó                     | No clasificó                     | No clasificó                     | No clasificó                     | No clasificó                     | No clasificó                     | No clasificó                     | No clasificó                     |
| 2022  | Fase de grupos                   | 11.º                             | 3                                | 1                                | 0                                | 2                                | 3                                | 5                                | -2                               | El-Madani, Zouhir y Cherif: 1    |
| 2024  | No clasificó                     | No clasificó                     | No clasificó                     | No clasificó                     | No clasificó                     | No clasificó                     | No clasificó                     | No clasificó                     | No clasificó                     | No clasificó                     |
| 2025  | Clasificado estatus de anfitrión | Clasificado estatus de anfitrión | Clasificado estatus de anfitrión | Clasificado estatus de anfitrión | Clasificado estatus de anfitrión | Clasificado estatus de anfitrión | Clasificado estatus de anfitrión | Clasificado estatus de anfitrión | Clasificado estatus de anfitrión | Clasificado estatus de anfitrión |
| Total | 2/9                              | 23.º                             | 3                                | 1                                | 0                                | 2                                | 3                                | 5                                | –2                               | El-Madani, Zouhir y Cherif: 1    |

### Campeonato femenino sub-17 de la CAF
| Año   | Fase                    | Posición                | PJ                      | PG                      | PE                      | PP                      | GF                      | GC                      | DG                      |
| ----- | ----------------------- | ----------------------- | ----------------------- | ----------------------- | ----------------------- | ----------------------- | ----------------------- | ----------------------- | ----------------------- |
| 2008  | No existía la selección | No existía la selección | No existía la selección | No existía la selección | No existía la selección | No existía la selección | No existía la selección | No existía la selección | No existía la selección |
| 2010  | No existía la selección | No existía la selección | No existía la selección | No existía la selección | No existía la selección | No existía la selección | No existía la selección | No existía la selección | No existía la selección |
| 2012  | No existía la selección | No existía la selección | No existía la selección | No existía la selección | No existía la selección | No existía la selección | No existía la selección | No existía la selección | No existía la selección |
| 2013  | Se retiró               | Se retiró               | Se retiró               | Se retiró               | Se retiró               | Se retiró               | Se retiró               | Se retiró               | Se retiró               |
| 2016  | Segunda Ronda           | -                       | 2                       | 0                       | 0                       | 2                       | 0                       | 10                      | -10                     |
| 2018  | Ronda Final             | -                       | 2                       | 0                       | 0                       | 2                       | 1                       | 6                       | -5                      |
| 2022  | Ronda Final             | -                       | 6                       | 4                       | 1                       | 1                       | 23                      | 3                       | +20                     |
| 2024  | Ronda Final             | -                       | 2                       | 2                       | 0                       | 0                       | 22                      | 0                       | +22                     |
| Total | 4/8                     | -                       | 12                      | 6                       | 1                       | 5                       | 46                      | 19                      | +27                     |

- A partir de la edición 2010 se realizan eliminatorias por zonas clasificando a la Copa Mundial de Fútbol Femenino Sub-17 los ganadores de los mismos.
- La palomita   indica que Marruecos calificó al mundial y el tache   indica que no clasificó.

## Últimos y próximos encuentros
Actualizado al último partido jugado el 9 de febrero de 2024
| Fecha      | Ciudad        | Local           | Resultado | Visitante       | Competición                             |
| ---------- | ------------- | --------------- | --------- | --------------- | --------------------------------------- |
| 13-07-2023 | Yaundé        | Camerún         | 1:1       | Marruecos       | Partido amistoso                        |
| 23-09-2023 | Dar es Salaam | Tanzania        | 2:1       | Tanzania        | Partido amistoso                        |
| 25-09-2023 | Dar es Salaam | Tanzania        | 2:1       | Marruecos       | Partido amistoso                        |
| 27-10-2023 | Salé          | Marruecos       | 1:1       | Sudáfrica       | Partido amistoso                        |
| 30-11-2023 | Melilla       | Marruecos       | 1:0       | República Checa | Partido amistoso                        |
| 03-12-2023 | Melilla       | República Checa | 1:2       | Marruecos       | Partido amistoso                        |
| 05-02-2024 | Berkán        | Níger           | 0:11      | Marruecos       | Campeonato Femenil Africano Sub-17 2024 |
| 09-02-2024 | Berkán        | Marruecos       | 11:0      | Níger           | Campeonato Femenil Africano Sub-17 2024 |